# 브라이언 음뵈모
브라이언 테트사동 마르소 음뵈모(프랑스어: Bryan Tetsadong Marceau Mbeumo, 1999년 8월 7일 ~ )는 프리미어리그 클럽 맨체스터 유나이티드와 카메룬 국가대표팀에서 라이트 윙어 또는 공격수로 활약하고 있는 카메룬의 프로 축구 선수이다.
음뵈모는 트루아 아카데미 출신으로 구단에서 시니어 생활을 시작했으며 2019년 브렌트퍼드로 이적했으며 2021년 프리미어리그로 승격한 선수단의 일원이었다.
음뵈모는 프랑스 청소년 국가대표로 발탁되어 2022년 카메룬 국가대표로 데뷔하였다. 그는 카메룬의 2022년 FIFA 월드컵 선수단의 일원이었다.

## 구단 경력

### 트루아
오른쪽에서 뛰는 것을 선호하는 왼발 윙어인 음뵈모는 14세의 나이에 트루아에 입단하여 2016-17년 시즌에 리저브 팀으로 졸업했다. 그는 2018년 쿠프 감바르델라에서 우승한 트루아 U-19 팀의 일원이었고 스타드 드 프랑스에서 열린 결승전에서 두 골을 넣었다. 음뵈모는 2018년 2월 17일, 1-0으로 이긴 FC 메스와의 리그 1 경기에서 클럽의 성인 무대 데뷔 전을 치렀고, 2017-18년 시즌에 3경기 더 출전하여 리그 2로 강등되었다. 강등으로 음뵈모는 1군 선수단에 합류하게 되었고, 2018-19년 시즌에 그는 40경기에 출전하여 11골을 넣었고, 리그 2 승격 플레이오프 준결승전에서 패배하며 시즌을 마감했다. 그는 2019년 8월에 스타드 드 라오베를 떠나 46경기에 출전하여 12골을 넣었다.

### 브렌트퍼드
2019년 8월 5일, 음뵈모는 잉글랜드로 건너가 챔피언십 클럽 브렌트퍼드와 5년 계약을 맺고 클럽 기록 580만 파운드에 입단했다. 그는 2019-20년 시즌 동안 47경기에 출전해 16골을 넣었고, 2020년 챔피언십 플레이오프 결승전에서 패배하며 막을 내렸다. 음뵈모의 활약은 2020년 런던 풋볼 어워즈에서 EFL 올해의 선수상과 올해의 젊은 선수상 후보로 지명되면서 인정받았다.
음뵈모의 골 기록은 코로나19 영향으로 "어려운" 2020-21년 시즌 동안 떨어져 나갔지만, 2021년 3월까지 그의 10도움과 4골로 2021년 런던 풋볼 어워즈에서 EFL 올해의 선수상 후보로 다시 지명되었다. 음뵈모는 브렌트퍼드의 2021년 챔피언십 플레이오프 결승전을 49경기에 출전해 8골을 넣으며 마무리했다.

### 맨체스터 유나이티드
2025년 7월 21일, 음뵈모는 같은 프리미어리그 클럽 맨체스터 유나이티드에 합류하여 5년 계약을 체결하고 추가로 1년 연장 옵션을 제시하며 6,500만 파운드에 계약을 체결했다.

## 국가대표팀 경력
음뵈모는 17세 이하, 20세 이하, 21세 이하 프랑스 국가대표로 10경기에 출전해 1골을 기록했다. 2022년 8월, 런던에서 사뮈엘 에토와 만난 후, 음뵈모는 카메룬 국가대표팀에 대한 성인 국가대표팀 충성을 선언했다. 그는 2022-23년 시즌 동안 9경기에 출전해 1골을 기록했으며, 카메룬의 2022년 FIFA 월드컵 기간 동안 3경기에 출전해 조별 리그 탈락을 경험했다. 음뵈모는 2023년 아프리카 네이션스컵 예선 4경기 중 3경기에 출전해 1골을 기록했으나, 부상으로 본선에는 참가하지 못했다.

## 사생활
음뵈모는 아버지가 카메룬 사람으로 두알라 출신이며, 어머니는 프랑스 사람이다. 2020년 6월, 코로나19 양성 판정을 받았으나 증상이 없어 한 경기에 결장했다.